# Ернст Кристоф Финк фон Финкенщайн-Гилгенбург
Ернст Кристоф Финк фон Финкенщайн-Гилгенбург (на немски: Ernst Christoph Graf Finck von Finckenstein auf Gilgenburg, „der reiche Schäfer“; * 9 октомври 1633 в Гилгенбург; † 12 август 1717 в Шьонберг в Илава) от фамилията „фон Финк-Гилгенбург“ е от 1710 г. граф от пруската фамилия Финк Финкенщайн, „амтс-ман“ на Гилгенбург в Източна Прусия (днес Домбрувно във Варминско-Мазурско войводство в Полша). Той е курфюстски пруски камерхер, легация-съветник и генерал-адютант, наследствен господар на град и дворец Гилгенбург, наследствен „амтс-хауптман“ на Дойч-Айлау (Илава) и Шьонберг в Илава, наричан „богатия Шефер“
Той е син на Албрехт фон Финк-Гилгенбург († сл. 3 декември 1665) и съпругата му Барбара фон Шлибен († 1647), дъщеря на Ернст фон Шлибен (1580 – 1625) и Анна фон Дибес (1577 – 1645). Внук е на
Албрехт фон Финк-Гилгенбург († сл. 16 декември 1616) и Маргарета Финк-Рогенхаузен.
Ернст Кристоф Финк фон Финкенщайн-Гилгенбург поема след 1667 г. възпитанието на децата на починалия
му от чума тъст Албрехт Кристоф Финк фон Финкенщайн-Хазенберг († 1660) и втората му съпруга Шарлота Катарина фон Обентраут († 1663).
На 4 февруари 1710 г. във Виена Ернст Кристоф Финк фон Финкенщайн-Гилгенбург е издигнат на граф. Той умира на 83 години на 12 август 1717 г. в Шьонберг в Източна Прусия.
Прадядо е на Фридерика фон Шлибен (1757 – 1827), баба на датския крал Кристиан IX (1818 – 1906).

## Фамилия
Ернст Кристоф Финк фон Финкенщайн-Гилгенбург се жени на 27 ноември 1660 г. в Гилгенбург за Юлиана Шарлота Финк фон Финкенщайн (* 15 февруари 1640, Хазенберг; † 28 март 1693, Шьонберг), дъщеря на Албрехт Кристоф Финк фон Финкенщайн-Хазенберг († 1660) и първата му съпруга Катарина Хедвиг фон Хале († 1649). Те имат четири деца:
- София Шарлота Финк фон Финкенщайн (* 1661; † сл. 1717), омъжена за Ото Ернст фон Раутер
- Албрехт Кристоф Финк фон Финкенщайн (* 17 август 1661; † 11 юли 1730, Шьонберг), женен на 4 януари 1696 г. в Кьонигсберг, Прусия за фрайин Арнолда Шарлота фон Крайцен (* 16 май 1673; † 2 юли 1749); имат пет деца
- Барбара Хедвиг Финк фон Финкенщайн (* ок. 1663), омъжена 1703 г. за Райнхолд Йохан фон Розен
- Фридрих Райнхолд Финк фон Финкенщайн (* 16 август 1667; † 25 октомври 1746, Гилгенбург), женен на 23 април 1706 г. за Елизабет Готлиба Кьоне фон Яски (* 1 април 1686, Зеевалде; † 21 януари 1728, Кьонигсберг, Прусия); имат четири деца